# Rio Mesio
O rio Mesio, também anteriormente conhecido pelo nome de ribeira de S. Cristóvão é um rio de Portugal.
Nasce na serra de Barrosas, na freguesia de Sousela, concelho de Lousada, e corre pelas freguesias de Covas, Ordem, Casais, Nevogilde, Beire, Lodares e Bitarães.
Desagua no Rio Sousa, na freguesia de Santiago de Sub-Arrifana.
Na sua fauna há bogas, escalos, trutas e enguias.